# 福井県の観光地

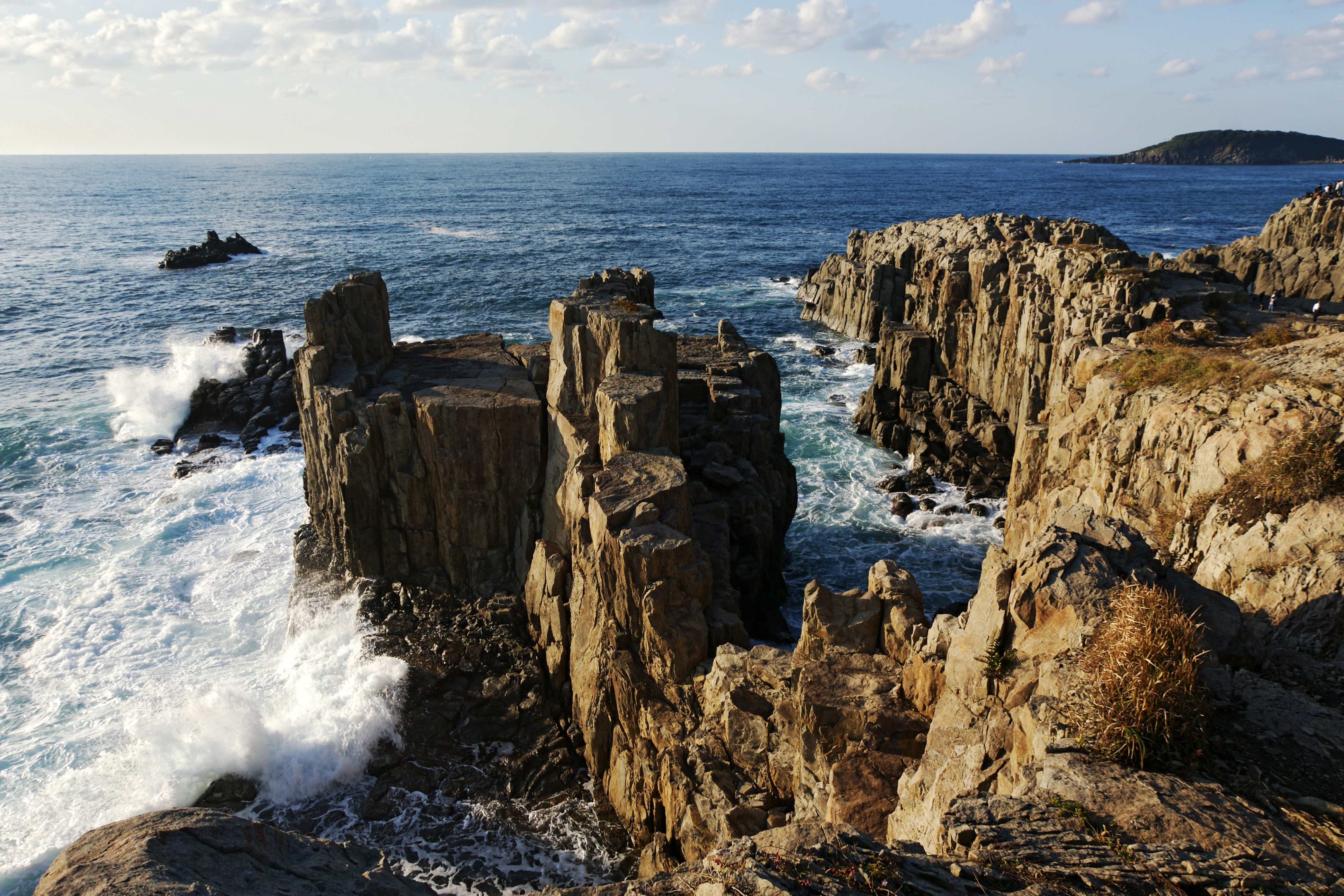
東尋坊 （越前海岸）

福井県の観光地（ふくいけんのかんこうち）は、福井県内の主要な観光地に関する項目である。

## 対象別

### 文化財等

#### 国宝建築
- 明通寺 - 本堂、三重塔

- 明通寺 本堂
- 明通寺 三重塔

#### 国の名勝
- 一乗谷朝倉氏庭園（特別名勝、福井市）
- 伊藤氏庭園（南越前町）
- 気比の松原（敦賀市）
- 旧玄成院庭園（勝山市） - 平泉寺白山神社境内
- 三方五湖（若狭町）
- 柴田氏庭園（敦賀市）
- 若狭蘇洞門（小浜市）
- 城福寺庭園（越前市）
- 西福寺書院庭園（敦賀市）
- 東尋坊（坂井市）
- 梅田氏庭園（池田町）
- 養浩館（旧御泉水屋敷）庭園（福井市）
- 滝谷寺庭園（坂井市）
- 萬徳寺庭園（小浜市）

- 一乗谷朝倉氏庭園（特別名勝）
- 気比の松原
- 滝谷寺庭園
- 萬徳寺庭園

#### 重要伝統的建造物群保存地区
- 熊川宿（若狭町）
- 小浜西組（小浜市)

- 熊川宿
- 小浜西組

#### 登録記念物
- 坪川氏庭園
- 花筐公園

- 花筐公園

#### 重要文化財・史跡等
特別史跡
- 一乗谷朝倉氏遺跡

- 一乗谷朝倉氏遺跡（特別史跡）
- 若狭神宮寺本堂（重要文化財）
- 丸岡城天守（重要文化財）
- 永平寺中雀門（福井県指定文化財）

#### 文化施設
博物館・美術館
水族館
- 越前松島水族館

- 福井県立恐竜博物館
- 福井県立音楽堂
- 若州一滴文庫
- みくに龍翔館

### 公園等

#### 国立・国定・国営公園
- 国立公園
  - 白山国立公園
- 国定公園
  - 越前加賀海岸国定公園
  - 若狭湾国定公園

#### ラムサール条約登録地域
- 三方五湖
- 中池見湿地

- 三方五湖
- 中池見湿地

#### 県立自然公園
- 奥越高原県立自然公園

- 奥越高原県立自然公園(六呂師高原)

#### 県立都市公園
- 若狭の里公園
- 福井少年運動公園
- 臨海中央公園
- 越前陶芸公園
- 福井都市緑化植物園
- 若狭総合公園
- 奥越ふれあい公園
- トリムパークかなづ
- 丹南総合公園
- 福井総合公園
- 三里浜緩衝緑地
- 福井城址公園

- トリムパークかなづ

#### 大型公園・動物園・植物園・遊園地
大型公園
動物園・植物園・遊園地
- 鯖江市西山動物園
- 福井総合植物園プラントピア
- 芝政ワールド

- 西山公園
- 金ヶ崎緑地
- 鯖江市西山動物園

#### 恋人の聖地
- 芝政ワールド／三国・あわら
- 北陸自動車道／杉津パーキングエリア
- レインボーライン山頂公園

- 杉津パーキングエリアからの眺望
- レインボーライン山頂公園

### 祭事・行事
- 水海の田楽・能舞（国の重要無形民俗文化財第1回指定）
- あまめはぎ（国の重要無形民俗文化財）
- 越前萬歳（国の重要無形民俗文化財）
- 勝山左義長
- 敦賀まつり
- 福井フェニックスまつり
- 敦賀西町の綱引き（恵比寿大黒綱引きとも。国の重要無形民俗文化財）

- 勝山左義長
- 水海の田楽・能舞

## 地域別

### 嶺北

#### 福井地区
- 福井市 - 特別史跡・特別名勝の一乗谷朝倉氏遺跡、名勝養浩館庭園、福井城跡、北庄城跡・柴田公園（柴田神社など）、くるふ福井駅、福井市立郷土歴史博物館、福井県立一乗谷朝倉氏遺跡博物館、福井県立歴史博物館、福井市自然史博物館、九十九橋、武周ヶ池、足羽山公園、西光寺、越前海岸（神の足跡など）、一乗滝、足見滝、糸崎寺、鮎川海水浴場、越前水仙の里公園、美山森林温泉、一乗谷あさくら水の駅、大安禅寺、足羽川桜並木、鷹巣海水浴場、おさごえ民家園、越廼海水浴場、福井フェニックスまつり、睦月神事、糸崎の仏舞、花山行事
- 永平寺町 - 永平寺、真宗未来館MUSEUM華の蔵、蹄の滝、えい坊館

- 養浩館庭園
- 足羽川桜並木
- 永平寺

#### 坂井地区
- 坂井市 - 東尋坊、越前松島水族館、丸岡城、雄島、福井県児童科学館、三国港、旧岸名家、芝政ワールド、東尋坊タワー、瀧谷寺、旧森田銀行本店、三国サンセットビーチ、休暇村越前三国、越前松島、東尋坊三国温泉、ゆりの里公園、千古の家、たけくらべ広場、坂井市海浜自然公園、浜地海水浴場、三國神社、道の駅みくに、三国祭、三國湊帯のまち流し、丸岡古城まつり、三国花火大会
- あわら市 - 芦原温泉、金津創作の森、波松海岸、北潟湖

- 雄島
- 三国サンセットビーチ
- 芦原温泉

#### 奥越地区
- 大野市 - 寺町通り、越前大野城、九頭竜湖、刈込池、九頭竜温泉、鳩ヶ湯、専福寺、大野市歴史博物館、下半原ふれあい湖畔、三ノ峰、御清水、九頭竜峡（仏御前の滝など）、六呂師高原、福井和泉スキー場、九頭竜スキー場、道の駅九頭竜
- 勝山市 - 福井県立恐竜博物館、越前大仏、かつやまディノパーク、平泉寺白山神社、スキージャム勝山、はたや記念館ゆめおーれ勝山、恐竜渓谷ふくい勝山ジオパーク（弁ヶ滝など）、雁が原スキー場、勝山城址・勝山城博物館、福井県立奥越高原牧場、六呂師温泉、勝山左義長

- 越前大野城
- スキージャム勝山

#### 丹南地区
- 鯖江市 - 鯖江市西山動物園、西山公園、旧瓜生家住宅、めがねミュージアム、兜山古墳、さばえ現代美術センター
- 越前市 - 越前そばの里、御誕生寺、しきぶ温泉 湯楽里、「ちひろの生まれた家」記念館、日野山、味真野神社、大瀧神社・岡太神社、みどりと自然の村、大塩八幡宮、かこさとし ふるさと絵本館、味真野のサクラ、たけふ菊人形、越前萬歳、武生国際音楽祭
- 越前町 - 越前海岸（呼鳥門、越前岬など）、越前厨温泉、越前岬水仙ランド、劔神社、泰澄の杜、越前がにミュージアム、梅浦海水浴場、布ヶ滝、大谷寺、厨海水浴場、入日ヶ滝、長須浜海水浴場、アクティブハウス越前、米ノ海水浴場、干飯埼灯台
- 南越前町 - 夜叉ヶ池、湯尾峠、今庄宿、木ノ芽峠、栃ノ木峠、今庄そば道場、公徳園、不動ヶ滝、スポーツパーク476、下長谷の洞窟、河野海水浴場、道元禅師の歌碑、花はす公園、レインボーパーク南条、ウォーターランド南条、河野キャンプ場めだかの学校、今庄365スキー場、ホノケ山、道の駅河野
- 池田町 - かずら橋、能面美術館、須波阿湏疑神社、龍双ケ滝、水海の田楽・能舞

- 兜山古墳
- 御誕生寺
- 大瀧神社・岡太神社
- 越前岬

### 嶺南

#### 二州地区
- 敦賀市 - 日本海さかな街、氣比神宮、敦賀赤レンガ倉庫、市営松原海水浴場、人道の港 敦賀ムゼウム、金ヶ崎城址、鞠山海遊パーク、金崎宮、敦賀湾（気比松原、水島など）、敦賀港、敦賀市立博物館、みなとつるが山車会館、紙わらべ資料館、敦賀まつり、花換まつり、とうろう流しと大花火大会、敦賀西町の綱引き、野坂だのせ祭り、花換まつり
- 美浜町 - 水晶浜海水浴場、日向の綱引き行事
- 若狭町（旧三方町域） - 三方五湖、三方五湖レインボーライン、梅の里会館、みかた温泉きららの湯、縄文ロマンパーク・若狭三方縄文博物館、福井県海浜自然センター、海釣り公園みかた、神子の山桜、道の駅三方五湖

- 氣比神宮

#### 若狭地区
- 小浜市 - 箸のふるさと館WAKASA、若狭小浜お魚センター、国宝明通寺、若狭神宮寺、名勝蘇洞門、若狭彦神社・若狭姫神社、小浜城跡、マーメイドテラス、若狭国分寺址、御食国若狭おばま食文化館、重伝建「小浜西組」、山川登美子記念館、道の駅若狭おばま、手杵祭、放生祭
- おおい町 - 福井県こども家族館、きのこの森、袖ヶ浜海水浴場、赤礁埼灯台・赤礁崎オートキャンプ場、不動の滝、若州一滴文庫、小浜藩台場跡（国史跡）、道の駅うみんぴあ大飯、スーパー大火勢
- 高浜町 - 城山公園、若狭たかはまエルどらんど、内浦湾、若狭和田海水浴場、白浜海水浴場、中山寺、明鏡洞、三松海水浴場、道の駅シーサイド高浜
- 若狭町（旧上中町域） - 瓜割の滝 （名水百選）、熊川宿、道の駅若狭熊川宿

- 中山寺